# Морисита, Коити
Коити Морисита — японский легкоатлет, бегун на длинные дистанции. На Олимпийских играх 1992 года выиграл серебряную медаль в марафоне с результатом 2:13.45. Выступал на чемпионате мира 1991 года на дистанции 10 000 метров, где занял 10-е место.
Был тренером олимпийского чемпиона Самуэля Ванджиру.

## Достижения
- Победитель марафона Беппу — Оита 1991 года — 2:08.53.
- Победитель Токийского марафона 1992 года — 2:10.19